# Місуа
Місуа (кит. трад.: 麵線; певедзі: mī-sòaⁿ), або пшенична локшина, — дуже тонкий різновид солоної локшини, виготовленої з пшеничного борошна. Вона походить з провінції Фуцзянь, Китай. Локшина відрізняється від міфену (рисової локшини) і целофанової локшини тим, що ці різновиди виготовляються з рису і бобів мунг відповідно.

## Опис
Місуа виготовляється з пшеничного борошна. Приготування місуа зазвичай займає менше двох хвилин у киплячій воді, а іноді й значно менше.

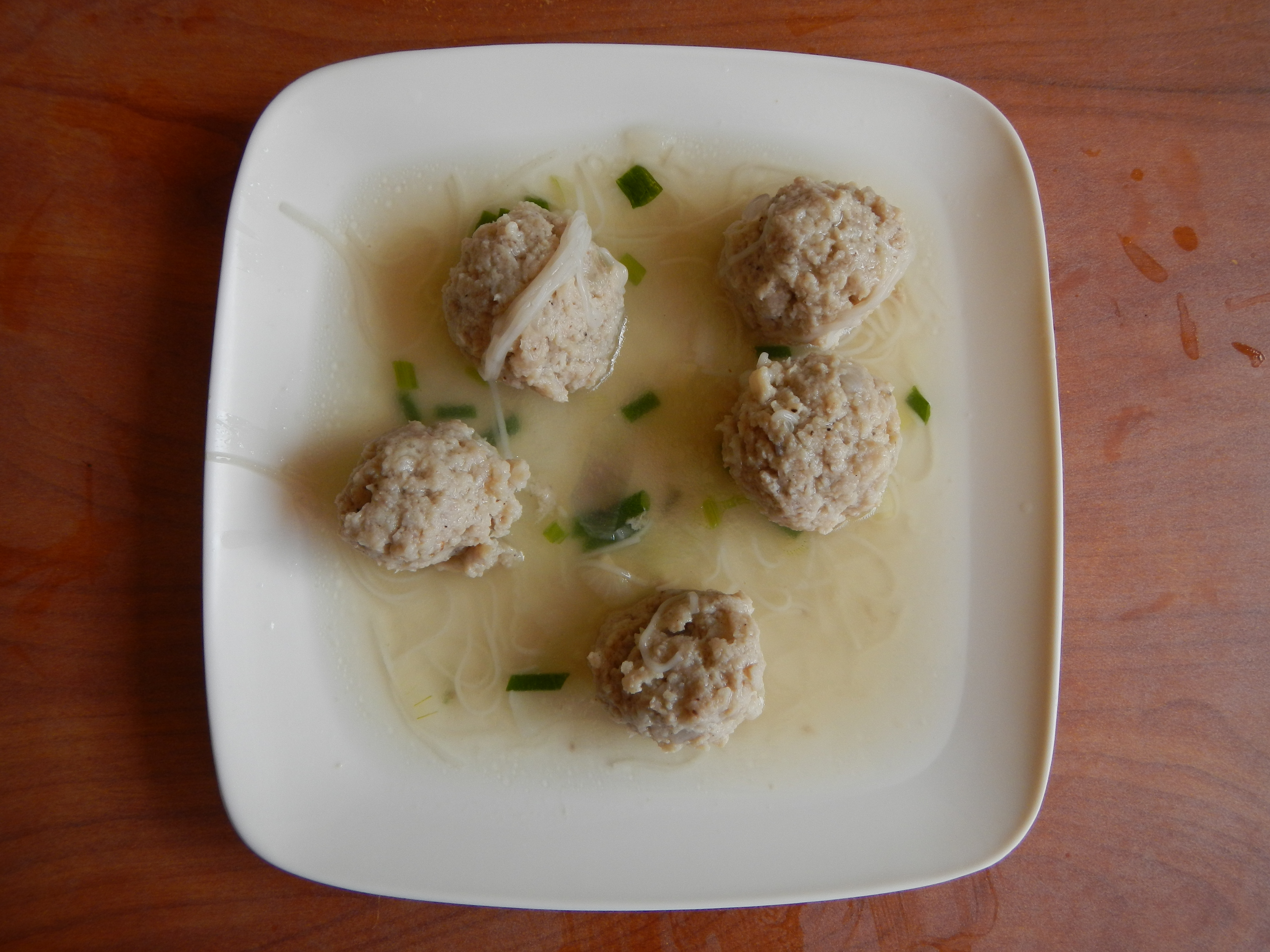
Бола-бола з місуа (Філіппіни)

## Культура
Місуа готують під час важливих свят і їдять у материковому Китаї, а також у Камбоджі, Малайзії, Індонезії, Сінгапурі, В'єтнамі, Брунеї, Таїланді, М'янмі та, зокрема, на Тайвані та на Філіппінах, де проживає найбільша кількість фуцзяньців за межами материкового Китаю.
Місуа означає довге життя в китайській культурі, і тому є традиційною їжею на день народження. Через це часто не рекомендується жувати або нарізати локшину місуа. Її зазвичай подають з такими інгредієнтами, як яйця, тофу, болгарський перець, устриці, товста кишка свині, гриби шіїтаке, яловичина, цибуля-шалот або цибуля-шалот, смажені горіхи або смажена риба.
На Тайвані існує дві форми місуа. Перша — звичайна, а друга — приготовлена на парі на сильному вогні, карамелізуючи її до світло-коричневого кольору. На дні народження звичайну місуа зазвичай подають простою зі рульками (猪腳麵線) у тушкованому бульйоні, що є тайванською традицією святкування дня народження. Коричнева місуа може варитися протягом тривалого часу, не розпадаючись у бульйоні, і використовується для приготування устричної локшини (蚵仔麵線), популярної тайванської страви.